# Minchancaman
Minchançaman, Minchan Çaman ou Minchanzaman, foi o último Cie Quich ou Chimú Cápac ((quechua: Chimu Qapaq, «Gran Chimú»)? : , ‘Grande Chimú’) é um grande conquistador; durante seu governo os Chimú dominaram toda a costa norte do Peru. Desde Tumbes até Lima (Rio Chillón), numa extensão a mais de 1000 km. No entanto Minchanzaman teve o destino fatal de ver a queda de seu extenso reino. Um exército a mais de 30 mil soldados comandados por Túpac Inca Yupanqui, filho de Pachacútec, conseguiu sua rendição. De acordo às evidências históricas foi uma conquista pacífica. Isto permitiu que a cidade de Chan Chan não fosse saqueada. O governante foi levado ao Cuzco junto com centos de artesãos: ceramistas, ourives e tecelões.
Em Chan Chan  o herdeiro de Minchanzaman, seu filho Chumuncaur, ascendeu ao trono. Os representantes cuzquenses situaram seu centro de operações em  no Velho Chiquitoy, Vale Chicama, o que significou a decadência e abandono de Chan Chan.

## Conquista inca do império chimú
Segundo o bispo de Trujillo Carlos Marcel Corno, assegurava em 1610, que a conquista do Chimú pelos incas, se realizou precisamente durante o governo do Chimú-Capac, Minchanzamán em que atingiu seu maior apogeu, pois se estendia desde Tumbes até Carabayllo em Lima, cobrindo mais de 200 léguas. O citado Bispo, referindo à expedição punitiva de Túpac Yupanqui, diz que “matando muito número de índios e lhes tirando o ouro e a prata e outras coisas que tinham, os subjulgou. Em especial fez maior estrago neste vale do Chimor pela resistência que fez. Também assegura, que o Chimú-Capac prisioneiro, o levou consigo ao Cuzco (outros cronistas asseguram que lhe mandou a matar) onde o casou com uma filha sua, tendo morrido na cidade imperial. Antes de resumir a viagem ao Cuzco, Túpac Yupanqui deixou como soberano Chimú a um filho de Minchanzamán, chamado Chumún Caur, o qual tinha estado refugiado no vale de Huara com sua mãe Chanquir-Guanguan. O Inca dispôs que comparecessem ante sua pessoa e lhe mandou a governar a nação Chimú em lugar de seu pai, com ordem de que fosse seu tributário. O novo monarca e seus descendentes cumpriram com enviar a cada ano a Cuzco, prata, roupa, mulheres filhas dos caciques e outros tributos, até que chegaram os espanhóis.